# Testimonia najdawniejszych dziejów Słowian
Testimonia najdawniejszych dziejów Słowian – seria źródłowa tekstów rzymskich i bizantyńskich dotyczących Słowian wydawana przez Instytut Slawistyki Polskiej Akademii Nauk. Zawiera wypisy w języku łacińskim i greckim z tłumaczeniem w języku polskim z komentarzem. 

## Tomy wydane w serii
- Testimonia najdawniejszych dziejów Słowian: seria grecka, z. 2: Pisarze z V-X wieku, Seria Grecka, wydali Alina Brzóstkowska i Wincenty Swoboda, Wrocław: Zakład Narodowy im. Ossolińskich 1989[1].
- Testimonia najdawniejszych dziejów Słowian: seria grecka, z. 3: Pisarze z VII-X wieku, wyd. Alina Brzóstkowska i Wincenty Swoboda, Warszawa : Slawistyczny Ośrodek Wydawniczy 1995, ISBN 83-86618-70-8[2].
- Testimonia najdawniejszych dziejów Słowian: seria grecka, z. 4: Pisarze z VIII-XII wieku, wyd. Alina Brzóstkowska i Wincenty Swoboda, Warszawa: Slawistyczny Ośrodek Wydawniczy 1997[3].
- Testimonia najdawniejszych dziejów Słowian: seria grecka, z. 5: Pisarze z X wieku, przekład i oprac. Alina Brzóstkowska, Warszawa: Slawistyczny Ośrodek Wydawniczy. Instytut Slawistyki PAN 2009.
- Testimonia najdawniejszych dziejów Słowian: seria grecka, z. 6: Pisarze wieku XI, tł. i komentarz Anna Kotłowska,  współpr. Alina Brzóstkowska, Warszawa: Slawistyczny Ośrodek Wydawniczy. Instytut Slawistyki PAN 2013[4].
- Testimonia najdawniejszych dziejów Słowian: seria łacińska, t. 1: Starożytność. Pisarze najdawniejsi, przekład i opracowanie Anna Kotłowska i Ryszard Grzesik przy współudziale Barbary Grunwald-Hajdasz, Poznań–Warszawa, Instytut Slawistyki PAN 2016, ISSN 0208-4058, ISBN 978-83-64031-56-4.